# 2005 في تشاد
أحداث عام 2005 في  تشاد.

## في السلطة
- الرئيس : إدريس ديبي
- رئيس الوزراء : موسى فكي (حتى 3 فبراير)، باسكال يواديمنادجي (3 فبراير).

## أحداث

### يناير
- 28 يناير - انتشار مرض التهاب السحايا في مجتمع من اللاجئين من دارفور. [1]

### أبريل
- 29 أبريل - تشاد تنضم إلى جامعة الدول العربية بصفة مراقب. [2]

### أغسطس
- 12 - 6 آب أغسطس تم إبعاد مؤيدي الرئيس السابق حسين حبري من مناصبهم في الحكومة. [3]
- 19 أغسطس - 4000 لاجئ من جمهورية إفريقيا الوسطى يدخلون تشاد هاربين من العنف. [4]

### سبتمبر
- 27 سبتمبر - قتل 46 شخصا في اشتباكات بين مقاتلين سودانيين والحكومة التشادية. [5]

### ديسمبر
- 23 ديسمبر - ادعى الرئيس ديبي أن بلاده في حالة حرب مع السودان في أعقاب هجمات المتمردين. [6] [7]